# Герб Конакова
Герб муниципального образования город Конако́во Конаковского района Тверской области Российской Федерации — опознавательно-правовой знак, служащий официальным символом муниципального образования.
Герб утверждён решением Совета депутатов города Конаково № 205 от 27 апреля 2007 года.
Герб внесён в Государственный геральдический регистр Российской Федерации с присвоением регистрационного номера 3267.
Герб городского поселения город Конаково в соответствии с Законом Тверской области «О гербе и флаге Тверской области» от 28.11.1996 г. № 45 (статья 7) может воспроизводиться в двух равнодопустимых версиях:
 — без вольной части.
 — с вольной частью — четырёхугольником, примыкающим к верхнему краю щита с воспроизведёнными в нём фигурами герба Московской области.
Герб городского поселения город Конаково в соответствии с протоколом заседания Геральдического совета при Президенте Российской Федерации от 23-24 марта 2005 г. № 24 пункт 8 может воспроизводиться со статусной короной установленного образца.

## Описание
В серебряном поле под зелёной главой, обременённой скачущим зайцем в цвет поля, и на лазоревой (синей, голубой) оконечности, ограниченной бегущими вправо волнами — зелёная сосна между двух таковых же елей.

## Обоснование символики

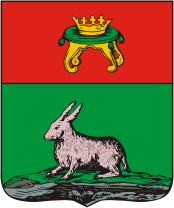
Герб Корчевы (1781 год)

История становления и развития Конаково (до 1929 года посёлок Кузнецово) очень тесно связана с производством художественного и бытового фаянса. Фабрика, открытая в августе 1809 г. в деревне Домкино аптекарем Фридрихом-Христианом Бриннером впоследствии, в связи с экономическим ростом предприятия и особенностями сбыта продукции была перенесена в село Кузнецово. В конце XIX столетия при новом хозяине Матвее Сидоровиче Кузнецове производство выходит на всероссийский уровень, и её продукция поставляется в императорские дворцы. В гербе города основополагающая роль фаянсовой фабрики отражена серебряным полем, созвучным фаянсовому производству. Серебро — традиционный символ чистоты, совершенства, мира и взаимопонимания.
Историческое прошлое Конаково, ставшего во многом наследником уездного города Корчева, затопленного при строительстве Иваньковского водохранилища, отражено почётной геральдической фигурой — главой с изображением зайца-русака. Описание герба Корчевы Высочайше утверждённого 20 декабря 1781 года гласит: «Въ первой части щита, гербъ Тверской. Во второй части, въ зелёномъ полѣ, бѣлый красноватый заяцъ, называемый русакъ, каковыми звѣрьками берега рѣки Волги, на которыхъ сей городъ построенъ, отмѣнно изобилуетъ».
Конаково расположено в одном из живописных мест Тверской области: город расположен на берегу Иваньковского водохранилища реки Волги, отражённого в гербе синими волнами, и окружён лесами и сосновыми борами — гордостью местных жителей. Зелёный цвет и изображения деревьев символизируют природное богатство Конаковского края.
Зелёный цвет — символ природы, здоровья, молодости, жизненного роста.
Синий цвет — символ водных просторов, чести, благородства, духовности и возвышенных устремлений.

## История герба
В советское время существовал проект герба Конаково, официально не утверждённый. На проекте герба (выпускался на сувенирных значках) изображались предметы посуды (произведения местных мастеров), опоры линий электропередач; щит делился на красную и зелёную части волнистой синей перевязью.
В 1997 году был выпущен значок с новым проектом герба Конаково. Проект имел следующий вид: Щит пересечён шиповидно справа понижено, слева повышено зеленью и лазурью. Поверх всего скачущий серебряный заяц.
В 2007 году при содействии Союза геральдистов России был составлен ныне действующий герб Конаково.
Авторская группа создания герба: идея герба — Елена Семерикова (Конаково); геральдическая доработка — Константин Мочёнов (Химки); компьютерный дизайн — Оксана Афанасьева (Москва); обоснование символики — Кирилл Переходенко (Конаково).
28 января 2010 года было утверждено Положение «Об официальных символах муниципального образования город Конаково Конаковского района Тверской области».